# Diviciac
Diviciac (llatí Dīviciācus o Dīvĭtĭācus) va ser un noble gal que va viure al segle I aC. Era druida i cap de la tribu gal·la dels hedus, aliats de Juli Cèsar contra el rei germànic Ariovist.
Era germà de Dúmnorix, cap del partit anti-romà dels gals. Diviciac va ser sempre partidari dels romans i per la seva intercessió Cèsar va perdonar la traïció de Dúmnorix el 58 aC. En aquell mateix any va demanar activament ajut a Cèsar contra Ariovist. Diviciac ja s'havia traslladat a Roma l'any 61 aC per demanar aquesta ajuda contra Ariovist i contra els sèquans, i va ser acollit a la capital de l'imperi per Ciceró, que el descriu com pertanyent a la classe dels druides, i posseïdor de molts coneixements de la natura i dels secrets de l'endevinació i la interpretació dels somnis, i era capaç de predir el futur.
L'any 57 aC va intercedir a favor del bel·lòvacs que s'havien unit a altres grups belgues en una conspiració contra els romans, i que també van ser perdonats per Cèsar.
Diviciac i Dúmnorix tenen noms parlants: el primer significa "endeví", i el segon "rei del món".